# Perithous divinator
Perithous divinator är en stekelart som först beskrevs av Rossi 1790.  Perithous divinator ingår i släktet Perithous och familjen brokparasitsteklar. Enligt den finländska rödlistan är arten nära hotad i Finland. Arten är reproducerande i Sverige. Artens livsmiljö är skogar.

## Underarter
Arten delas in i följande underarter:
- P. d. himalayensis
- P. d. melanarius